# Halloweentown High
Halloweentown High is een Disney Channel Original Movie uit 2004 onder regie van Mark A.Z. Dippé.

## Verhaal
Marnie tracht een uitwisselingsprogramma te coördineren tussen leerlingen uit Halloweentown met leerlingen uit haar eigen wereld. Niet alles gaat volgens plan en tot overmaat van ramp krijgt Marnie's familie ook nog bezoek van een kwaadaardige geest.

## Rolverdeling
| Acteur            | Personage      |
| ----------------- | -------------- |
| Kimberly J. Brown | Marnie Piper   |
| Debbie Reynolds   | Aggie Cromwell |
| Joey Zimmerman    | Dylan Piper    |
| Emily Roeske      | Sophie Piper   |
| Judith Hoag       | Gwen Piper     |
| Lucas Grabeel     | Ethan Dalloway |
| Olesya Rulin      | Natalie        |

## Trivia
- In de eerste twee delen haat Gwen het om magie te gebruiken. Zonder enige uitleg waarom, gebruikt ze het in Halloweentown High veelvoudige keren.
- In de eerste twee delen haat Dylan Halloween. In dit deel lijkt hij er erg enthousiast over.
- Terwijl de familie in Halloweentown II: Kalabar's Revenge verhuisden, lijken ze in dit deel weer verhuisd te zijn, aangezien het huis er anders uitziet.
- Het personage van Lucas Grabeel wil dolgraag in een stuk spelen. Lucas Grabeel was in 2006 in High School Musical te zien.